# نغوين كوانغ هاي (لاعب كرة قدم)
نغوين كوانغ هاي (بالفيتنامية: Nguyễn Quang Hải)‏ هو لاعب كرة قدم فيتنامي في مركز الوسط، ولد في 12 أبريل 1997 في هانوي في فيتنام. لعب مع فلور.

## وصلات خارجية
- نغوين كوانغ هاي (لاعب كرة قدم) على موقع قاعدة بيانات كرة القدم.إي يو (الإنجليزية)
- نغوين كوانغ هاي (لاعب كرة قدم) على موقع ليكيب (الفرنسية)
- نغوين كوانغ هاي (لاعب كرة قدم) على موقع ناشيونال فوتبول تيمز (الإنجليزية)
- نغوين كوانغ هاي (لاعب كرة قدم) على موقع Soccerbase.com (لاعب) (الإنجليزية)
- نغوين كوانغ هاي (لاعب كرة قدم) على موقع Soccerway.com (الإنجليزية)